# Doc Silver
Doc Silver ist ein von Liliane und Fred Funcken im realistischen Stil gezeichneter frankobelgischer Comic.
Die Westernserie mit dem Arzt Gary Silver als Titelhelden erschien erstmals 1967 in der belgischen und französischen Ausgabe von Tintin sowie in der niederländischen Version Kuifje. Insgesamt entstanden fünf Fortsetzungsgeschichten, die zwischen den Western Lieutenant Burton und Comanche veröffentlicht wurden. Yves Duval schrieb daneben noch eine taschenbuchformatige Kurzgeschichte für Tintin Sélection.
Lombard gab die Alben in der Reihe Jeune Europe heraus.

## Albenlange Geschichten
- 24 heures pour Doc Silver (1967)
- La Fièvre des sables (1967)
- L’Otage (1968)
- Le Chasseur noir (1968–1969)
- La Vallée de la peur (1969)